# Florianturm

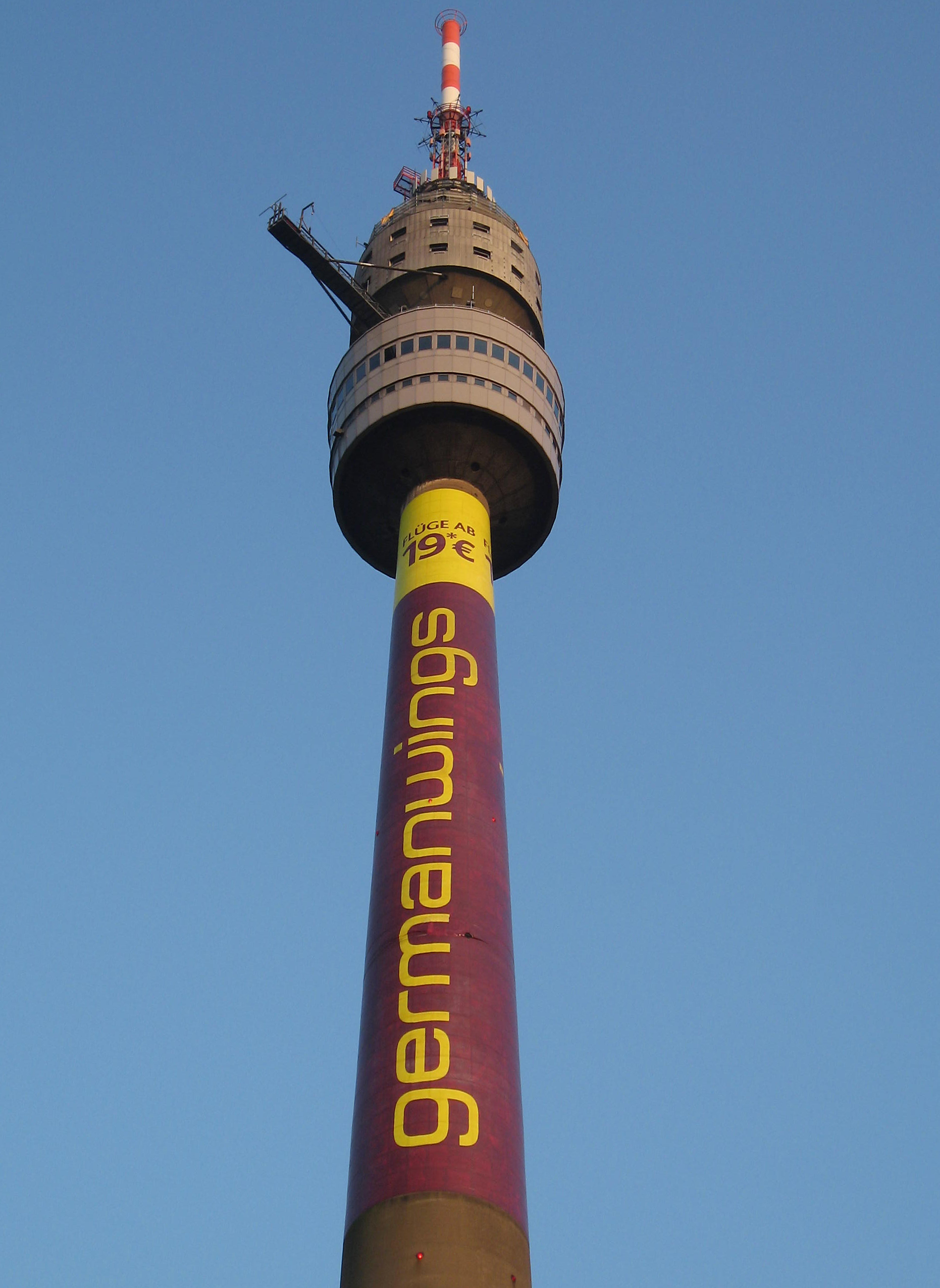
Florianturm

A torre Florian (Florianturm) é uma torre de televisão situada na cidade alemã de Dortmund. A construção da torre Florian foi concluida em 1959, juntamente com o grande Parque da Vestefália (Westfalenpark) à sua volta. Então, era, com os seus 220 metros de altura, durante pouco tempo, o edifício mais alto da Alemanha. A torre ainda permanece uma das atrações turísticas principais de Dortmund. O pico da torre foi cortado na sequência dessas obras, sendo que a altura atual da torre é de 208,56 metros. Até julho de 2019, é a 92.ª torre de estrutura independente mais alta do mundo.